# بانک بوداپست
بانک بوداپست (انگلیسی: Budapest Bank) یک بانک تجاری بود که در سال ۱۹۸۷ تأسیس شد و دفتر مرکزی آن در بوداپست، مجارستان قرار داشت.
در سال ۱۹۹۵ این بانک به جی‌ای کپیتال فروخته شد، اما در سال ۲۰۱۵ دوباره به یک بانک دولتی تبدیل شد.
در سال ۲۰۲۰، بانک بوداپست از ادغام با بانک ام‌کی‌بی و تاکارک بنک برای تشکیل بانک ام‌بی‌اچ خبر داد. در سال ۲۰۲۲، بانک بوداپست به عنوان بخشی از این طرح در بانک ام‌کی‌بی ادغام شد.

## ساختمان‌ها

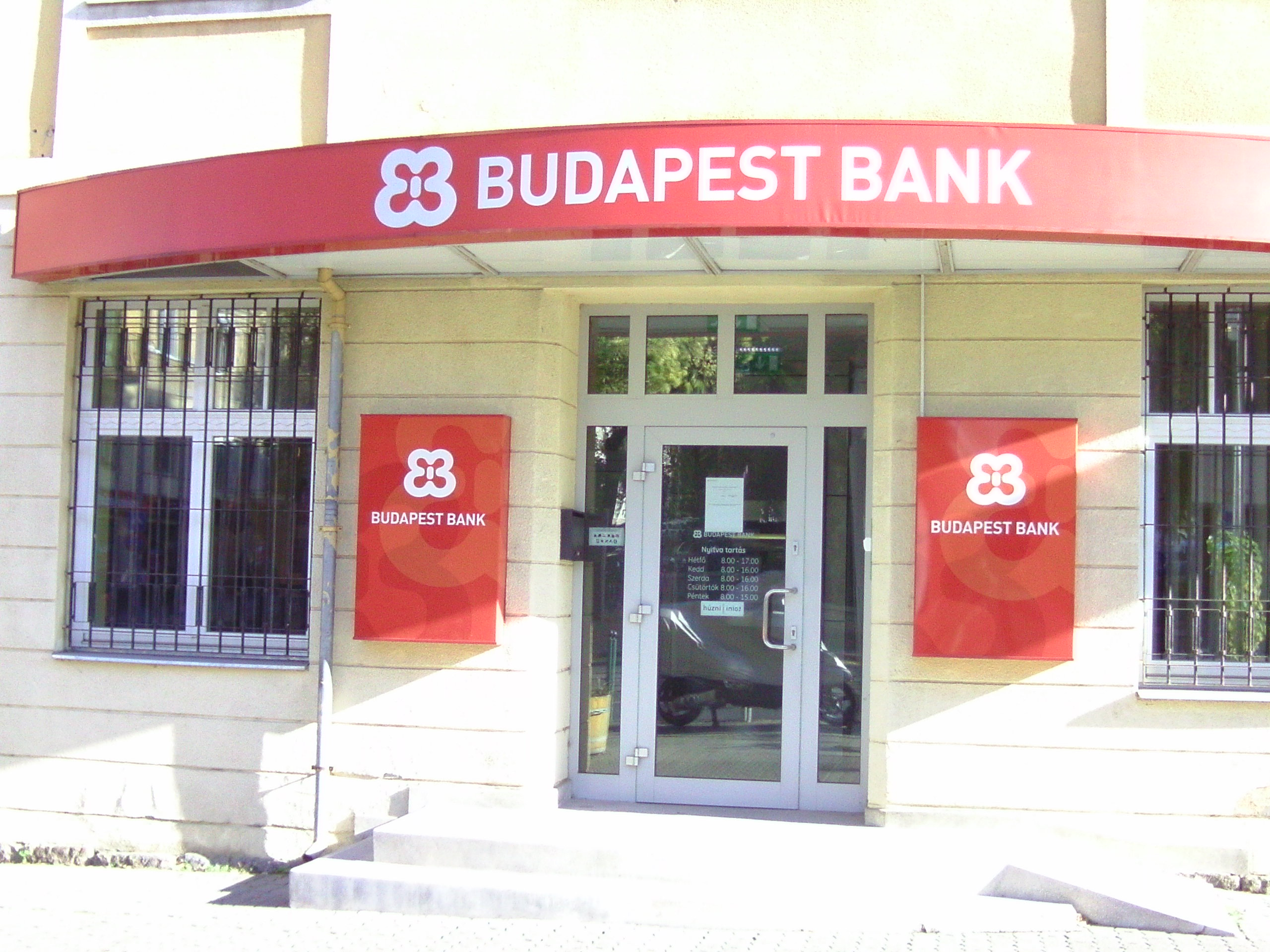
بانک بوداپست در خیابان بوسورمنی، بوداپست
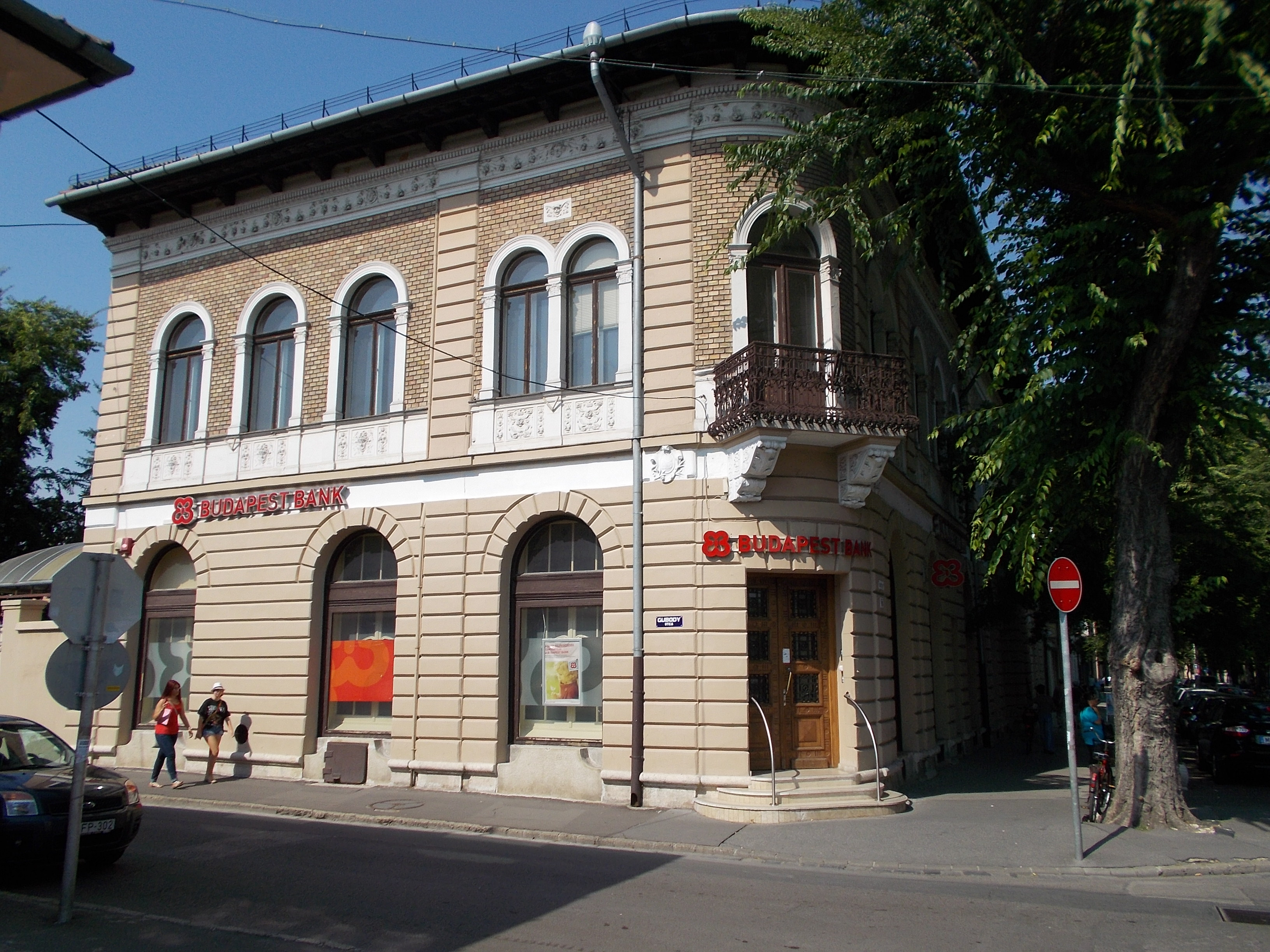
بانک بوداپست در تسگلد
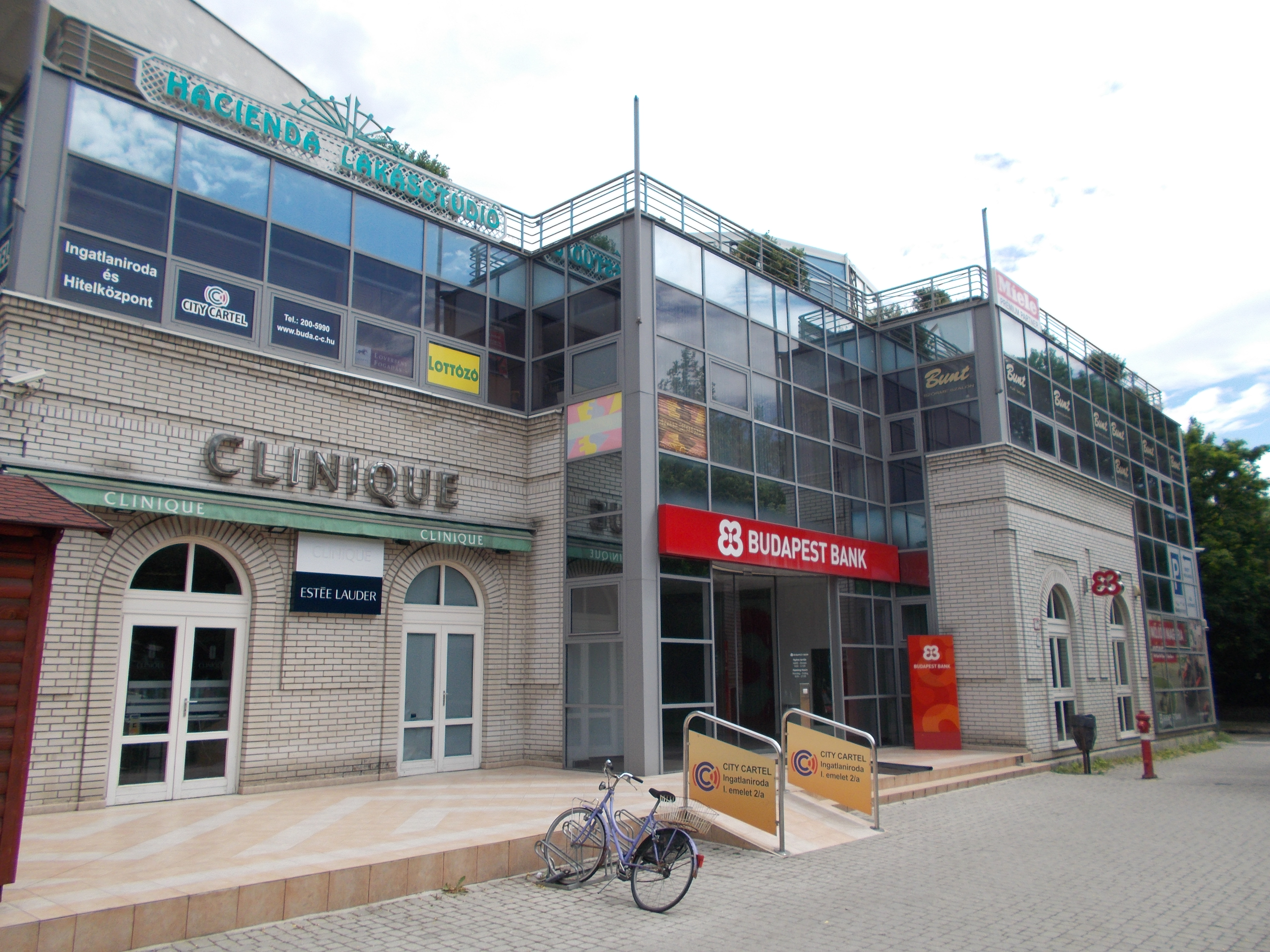
بانک بوداپست در مرکز خرید بودادیوندیه، بوداپست
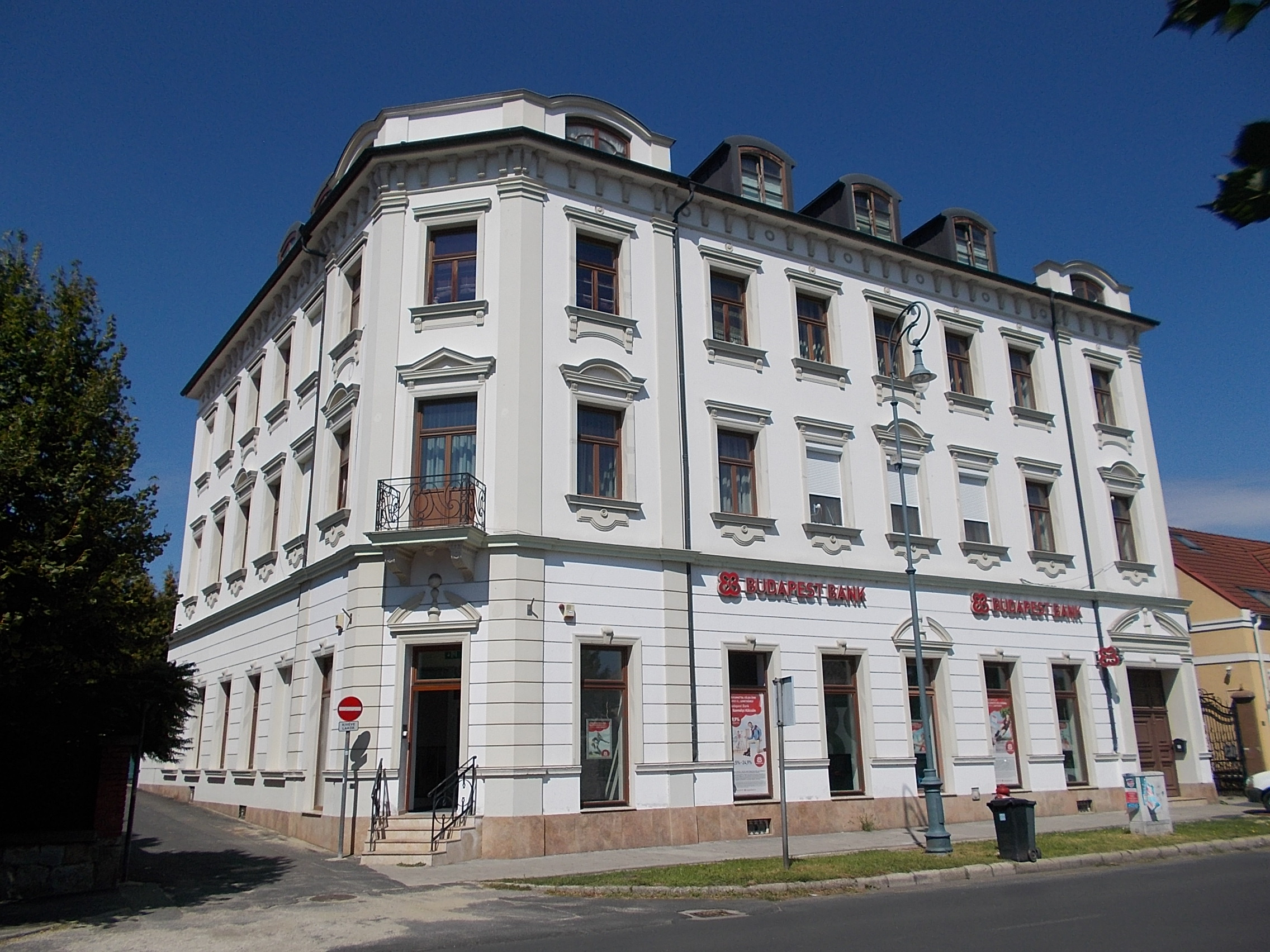
بانک بوداپست در کست‌هی
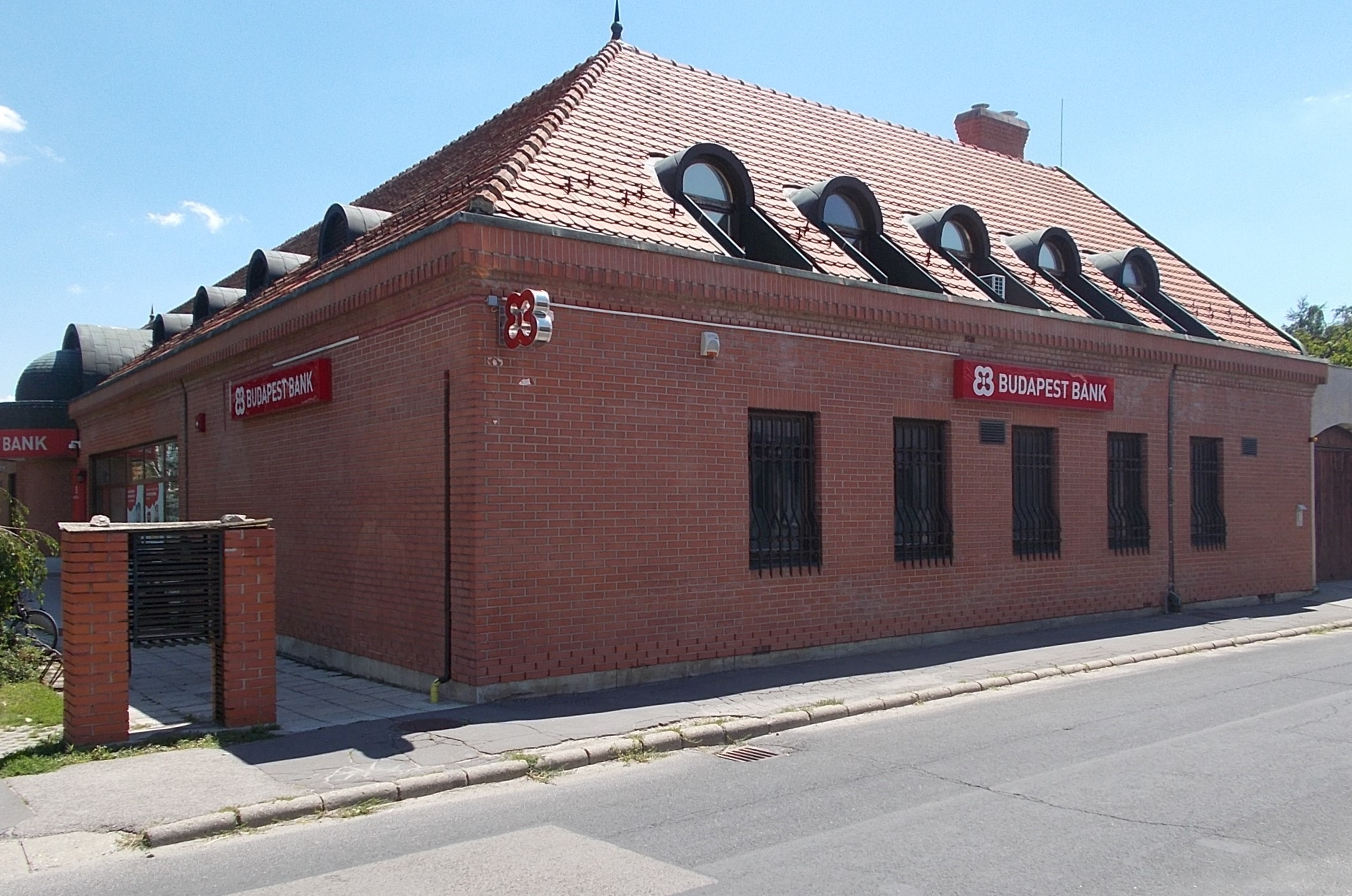
بانک بوداپست در راتس‌کوه
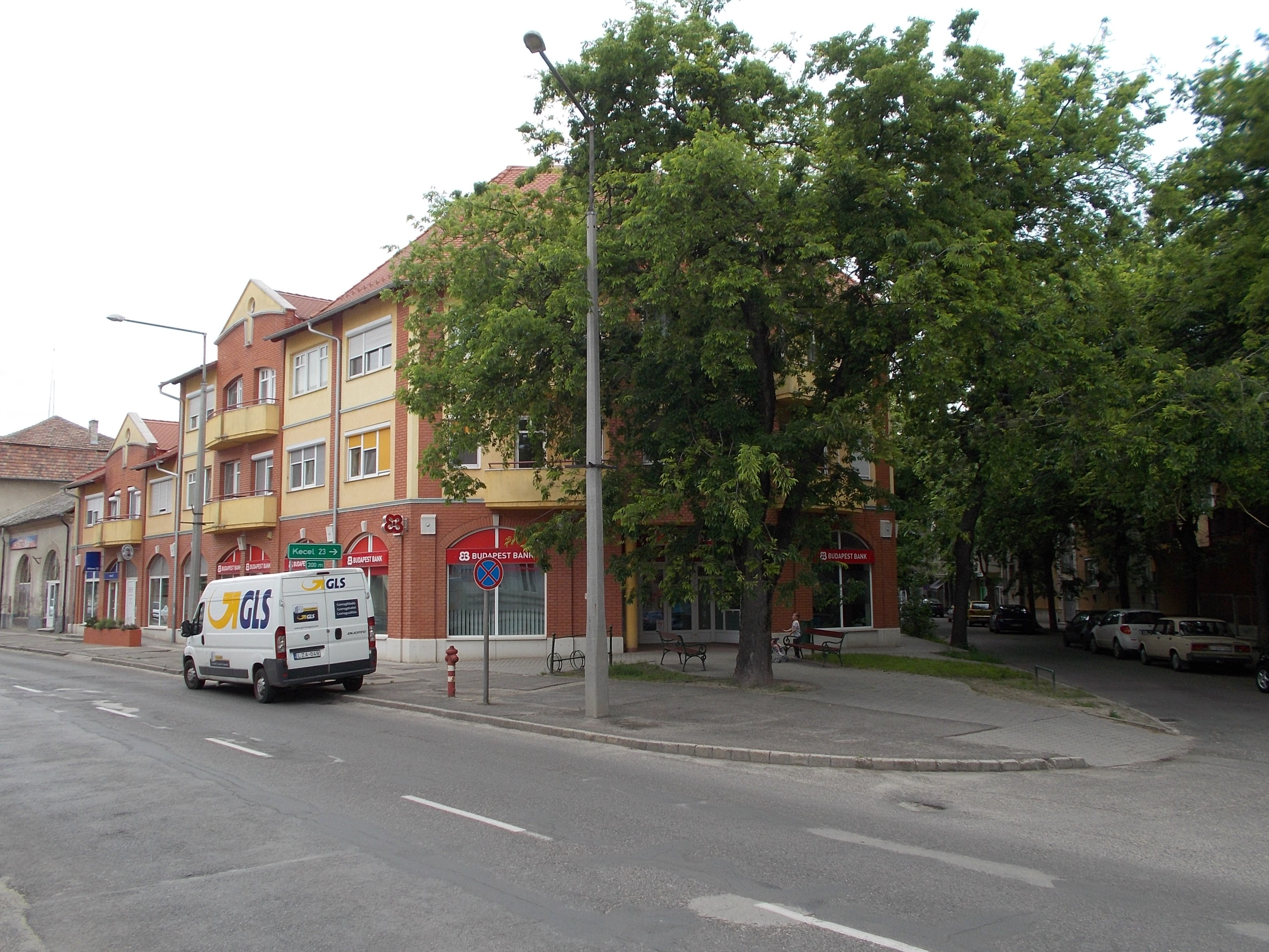
بانک بوداپست در کیش‌کون‌هالاش